# Lita (wrestlerka)
Amy Christine Dumas (ur. 14 kwietnia 1975 w Fort Lauderdale) – amerykańska wrestlerka i wokalistka zespołu The Luchagors lepiej znana pod swoim pseudonimem ringowym jako Lita.

## Kariera wrestlerka

### Treningi i organizacje niezależne
Dumas za swojego idola i główną inspirację uważa meksykańskiego luchadora Rey Mysterio Jr.. Dumas w 1998 r. wyjechała do Meksyku, aby trenować wrestling. Sfinansowała ten wyjazd oraz trening, tańcząc w klubie, pod pseudonimem Misty. W czasie pobytu w Meksyku Amy trenowała pod okiem wielu znanych wrestlerów m.in. Dave’a Sierry, Kevina Quinna, Miguela Pereza i Ricky’ego Santany. Przed powrotem do Stanów Zjednoczonych wystąpiła kilka razy w Empresa Mexicana de Lucha Libre i paru innych meksykańskich organizacjach wrestlingu.
Po powrocie do Stanów Zjednoczonych zaczęła występować pod pseudonimem Angelica w niezależnych organizacjach, takich jak: Maryland Championship Wrestling (MCW) oraz NWA Mid – Atlantic, gdzie poznała Jeffa i Matta Hardych. Była też menedżerką Christophera Danielsa.

### Extreme Championship Wrestling
W 1999 zwróciła na siebie uwagę Paula Heymana, który rekrutował ją do organizacji Extreme Championship Wrestling (ECW), gdzie występowała pod pseudonimem Miss Congeniality. Nie tylko była menedżerką wrestlerów Danny’ego Doringa i Roadkilla, ale też walczyła u ich boku w pojedynkach typu Mixed match.
Rob Van Dam przedstawił Congeniality Dory’emu Funkowi Jr., który przyjął ją do swojej szkoły wrestlingu The Funkin' Conservatory. Oprócz niej, w grupie uczniów było 23 mężczyzn. Congeniality ukończyła tę szkołę w sierpniu 1999, po czym powróciła do ECW. W międzyczasie Funk wraz z żoną nagrali materiał filmowy z Congeniality, który później wysłali do World Wrestling Federation (WWF). Nagranie zrobił wrażenie na federacji i 1 listopada tego samego roku Congeniality podpisała umowę z WWF. Ostatni występ w ECW Dumas zaliczyła 23 października 1999.

### World Wrestling Federation/Entertainment

#### Debiut z Essą Rios i Team Xtreme (1999-2000)
Debiutowała w World Wrestling Federation (WWF) jako Lita. Została przydzielona do terytorium rozwojowego Memphis Championship Wrestling.
W krótkim czasie została przeniesiona do głównego rosteru i połączona z luchadorem Essą Riosem. Lita i Rios po raz pierwszy wystąpili razem 13 lutego 2000 na Sunday Night HEAT, gdzie Rios pokonał Gillberga i tym samym zdobył mistrzostwo WWF Light Heavyweight Championship. Następnie zaczęli rywalizować przeciwko Eddie Guerrero i Chynie. Rywalizacja doprowadziła do wygranego przez Guerrero pojedynku o mistrzostwo Europy na gali Backlash. 25 maja 2000 Rios walczył przeciwko Mattowi Hardy. W trakcie pojedynku użył Lity jako żywej tarczy, a po walce wyładował na niej swoją złość i zaatakował manewrem powerbomb. Matt Hardy i jego brat Jeff Hardy stanęli w jej obronie i przyjęli ją do swojej drużyny The Hardy Boyz, która wkrótce zmieniła nazwę na Team Xtreme.
Latem 2000 drużyna Team Xtreme rozpoczęła rywalizację przeciwko Testowi, Albertowi i Trish Stratus. Spór zwieńczyła walka drużynowa 23 lipca na gali Fully Loaded, którą wygrali Team Xtreme, dzięki przypięciu Stratus przez Litę. Niedługo po tym Lita rozpoczęła rywalizację z mistrzynią WWF Women’s, Stephanie McMahon-Helmsley. 21 sierpnia 2000 w odcinku Raw Lita pokonała McMahon i przejęła mistrzostwo. Sędzią specjalnym był The Rock. W starcie próbowali interweniować Triple H i Kurt Angle. 2 listopada przegrała mistrzostwo w walce typu Fatal 4-way, wygranej przez Ivory. Następnie Team Xtreme rywalizowali przeciwko Deanowi Malenko, który był zainteresowany Litą. 19 lutego Lita osobiście pokonała Malenko w walce 1 na 1, na dobre kończąc ich spór. Po walce Matt Hardy pocałował Litę, wprowadzając ich prawdziwy romans do fabuły WWF. Wspólnie wielokrotnie walczyli w pojedynkach typu mixed match.

#### Team i feud z Trish Stratus; kontuzja (2001-2004)
22 lipca 2001 na gali WWF Invasion Lita i Trish Stratus utworzyły tag team, by pokonać Stacy Keibler i Torrie Wilson w pierwszej w historii WWF walce typu bra and panties match (osoba, która zostanie rozebrana do bielizny przegrywa). Następnie wrestlerki wierne organizacji, Lita, Trish Stratus i Jacqueline, rywalizowały przeciwko Ivory i do niedawna występującym w World Championship Wrestling Stacy Keibler, Torrie Wilson oraz Mighty Molly. Rywalizacja zakończyła się walką 18 listopada na gali Survivor Series walką o mistrzostwo kobiet, którą wygrała Trish Stratus, pokonując Litę, a także Ivory, Jacqueline, Jazz, i Mighty Molly.
Pod koniec 2001 Jeff Hardy i Matt Hardy zaczęli rywalizować między sobą. 9 grudnia na gali Vengeance bracia stoczyli ze sobą pojedynek, w którym Lita była gościnnym sędzią. Walkę wygrał Jeff Hardy, a Matt Hardy obwinił o swoją porażkę Litę. 10 grudnia w odcinku Raw Matt Hardy pokonał swojego brata i byłą dziewczynę w walce typu Handicap match. 17 grudnia zarówno Jeff Hardy, jak i Lita doznali kontuzji w pojedynku pomiędzy Hardym a mistrzem WWF Hardcore, The Undertakerem. 20 grudnia Matt Hardy również doznał kontuzji w walce z Undertakerem i cała drużyna Team Xtreme była niedyspozycyjna przez dłuższy okres. Ostatnia walka z udziałem drużyny w tym składzie miała miejsce 28 lutego 2002 na SmackDown. Team Xtreme przegrali wtedy z Jazz i The Dudley Boyz.
20 grudnia podczas SmackDown doszło do pojedynku między Team Xtreme, podczas którego Matt został zaatakowany przez Undertakera i również doznał kontuzji. Po tym cała trójka z Team Xtreme została wycofana z TV na kilka tygodni.
The Hardy Boyz wraz z Litą powrócili do TV w lutym 2002 r. Natomiast w marcu Lita wznowiła swoją rywalizację o WWF Women’s Championship. Na WrestleManii X8 zaliczyła swój debiut na największej scenie ze wszystkich podczas pojedynku o mistrzostwo kobiet, w którym zmierzyła się z Trish Stratus i Jazz. Jazz przypięła Litę wygrywając pojedynek.
Na początku kwietnia 2002 r. Amy doznała kontuzji, która wymagała operacji. Przez kolejny rok chodziła na rehabilitacje. Od października zaczęła ponownie pojawiać się w TV na Sunday Night HEAT jako komentatorka. 21 kwietnia 2003 r. na Raw jako część nowego storylinu Lita została zwolniona przez generalnego managera Erica Bischoffa, ponieważ nie chciała spełnić jego prośby, czyli nie chciała pójść w ślady Torrie Willson, która pozowała dla Playboya.
Do akcji powróciła 15 września na Raw, ratując Trish Stratus, która była atakowana przez Molly Holly oraz Gail Kim. Następnie 21 września na Unforgiven odbył się tag team match Lita & Trish Stratus vs. Molly Holly & Gail Kim, w którym zwyciężyły Lita & Trish. Następnie Lita rozpoczęła feud z Molly Holly, którą nieskutecznie wyzwała na Survivor Series 2003 o WWE Women’s Championship. 17 listopada na Raw Lita i Matt Hardy ponownie stali się parą po tym jak Matt przeszedł ze SmackDown na Raw. Następnie Molly Holly wyzwała Matta i Litę do walki tag teamowej z nią i Bischoffem jeszcze tego samego wieczoru (ze stypulacją, że jeżeli Lita i Hardy wygrają to ona odbierze Molly tytuł jednak jak przegrają to zostanie zwolniona), Lita i Matt ponieśli porażkę przez Hardy’ego, który nie chciał wykonać zmiany. Nieco później Christian poinformował ją, że wyzwał Bishoffa i jak z nim wygra to Lita odzyska pracę (Christian wygrał). Tydzień później Lita poniosła porażkę w pierwszym w historii women's steel cage matchu o Women’s Championship z Victorią.
Następnie Lita rozwijała swoją relację z Christianem, a Trish Stratus została połączona z Chrisem Jericho. 1 grudnia na Raw obie wzięły udział w intergender Tag Team Matchu. Po tej walce Trish podsłuchała rozmowę Chrisa z Christianem, która jej się nie spodobała i po tygodniu doszło do pojedynku pomiędzy Litą i Stratus a Jericho i Christianem co doprowadziło do „Battle of the Sexes”. W tym starciu panowie pokonali panie, ale po tygodniu, gdy odbył się rewanż nikt nie wyszedł zwycięsko, ponieważ match skończył się no contest.

#### Storyline z Kane’em i Mattem Hardym (2004-2005)
5 kwietnia 2004 r. Lita wygrała Battle Royal stając się pretendentką do pasa mistrzowskiego kobiet, ale gdy 18 kwietnia na Backlash zmierzyła się z Victorią o Women’s Championship poniosła porażkę. Następnego wieczoru na Raw Lita ponownie została połączona z Mattem Hardym, gdy Matt obronił Lite przed atakiem Kane’a. Następnie Kane wielokrotnie atakował Hardy’ego próbując uwieść Litę. Kontynuując storyline Kane porwał Litę i trzymał ją związaną na zapleczu. Następnie przekonał Erica Bischoffa by dał Licie title shota 13 czerwca na Bad Blood w Fatal Four Way Matchu, gdzie została przypięta przez Trish Stratus (w tym starciu wzięły również udział Gail Kim i mistrzyni Victoria). Następnego wieczoru na Raw Lita ujawniła, że jest w ciąży (oczywiście była to część storyline'u). Po tygodniu Kane stwierdził, że to on jest ojcem dziecka Lity, a dwa miesiące później zostało ujawnione, że Lita rzeczywiście była w ciąży z Kane’em. Matt Hardy i Kane przez kolejnych kilka miesięcy feudowali ze sobą doprowadzając do ich pojedynku na SummerSlam 15 sierpnia ze stypulacją mówiącą, że ten kto wygra poślubi Lite (wygrał Kane). 24 sierpnia odbył się ich ślub, jednak pomimo tego, że Lita była już żoną Kane'a to za każdym razem gdy ten z kimś walczył pomagała jego rywalom. 13 września na Raw, gdy Gene Snitsky chciał walnąć Kane’a krzesłem to przez przypadek uderzył Litę doprowadzając do jej poronienia. to wydarzenie zmusiło Kane’a i Litę do dogadania się aby zemścić się na Snitskym.
w listopadzie 2004 r. Lita powróciła do rywalizacji w dywizji kobiet, gdzie Trish wielokrotnie robiła sobie żarciki z jej ciąży, a Lita nie była w stanie jej na nie odpowiadać. Lita dopiero po paru tygodniach nie wytrzymała i zaatakowała Trish za kulisami, po czym wyzwała ją na Survivor Series PPV na pojedynek, w którym na szali znalazł się Women’s Title. Jednak Lita była tak wkurzona na Stratus, że wściekle ją zaczęła atakować doprowadzając do dyskwalifikacji. Swoją kolejną szansę na mistrzostwo dostała już 6 grudnia na Raw, gdzie pokonała Trish i po raz drugi w swojej karierze została Women’s Championką. Tytułem tym nie cieszyła się zbyt długo, gdyż już 9 stycznia 2005 r. na New Years Revolution w rewanżu przegrała ze Stratus. Lita podczas tego starcia doznała kontuzji i pojedynek ten musiał skończyć się możliwie jak najszybciej, ale od początku matchu miała wygrać Trish, a ich konflikt miał dobiec końca na WrestleManii 21, gdzie wygrałaby Lita zdobywając mistrzostwo kobiet po raz trzeci.
Lita powróciła do TV w marcu pomagając Christy Hemme, była ona również obecna na WrestleManii 21 w narożniku Christy, która dostała szansę odebrania Trish tytułu, jednak jej nie wykorzystała. Już na następnym Raw Stratus dała rewanż Hemme tylko tym razem jeszcze przed rozpoczęciem starcia znokautowała rywalkę chick kickiem. Zdenerwowana Lita stanęła twarzą w twarz z Trish po czym wymieniały ciosy i po chwili Stratus wykonała low blow na kontuzjowane kolano Lity pogłębiając tylko tę kontuzję. W kolejnych tygodniach Lita nie mogła uczestniczyć w pojedynkach zamiast jej to Kane zaczął nękać Trish w zemście. W kwietniu po segmencie Lity i Trish Lita znokautowała Stratus swoimi kulami, a następnie na ring wyszedł Kane by zaatakować Trish, jednak obronił ją Viscera, którego Stratus zatrudniła jako swojego ochroniarza. Ich feud był kontynuowany przez kolejne tygodnie. 1 maja na Backlash PPV Kane pokonał Viscare.

#### Relacja z Edge’em i koniec kariery (2005-2006)
Związek Lity i Kane’a zakończył się 16 maja na Raw, gdy Lita przechodząc Heel tour pomogła Edge'owi wygrać z Kane’em w finale Raw w Gold Rush Tournament. 30 maja Lita ogłosiła, że złożyła papiery rozwodowe. 20 czerwca na Raw miał odbyć się ślub Edge’a i Lity jednak ceremonię przerwał im Kane, który wyszedł spod ringu. Po tym wydarzeniu ich konflikt dobiegł końca.
W tym czasie Lita zaczęła chodzić z Mattem Hardym poza WWE TV, ale także rozpoczęła związek z Adamem Copelandem (EDGE). Co WWE szybko wykorzystało w TV tworząc z tym trójkącikiem storyline. W kwietniu Hardy odszedł z WWE, by powrócić po kilku miesiącach. Lita kontynuowała związek z Edge’em i Edge pokonał Matta na SummerSlam. 3 października na Raw Edge z pomocą Lity ponownie pokonał Hardy’ego tym razem w ladder matchu, co zmusiło Matta do odejścia z federacji, gdyż taka była stypulacja tego pojedynku. 8 stycznia na New Year Revolution PPVEdge pokonał Johna Cene zdobywając WWE title. Po tym pojedynku w wywiadzie przeprowadzonym na potrzeby WWE.com poinformował, że na Raw ma zamiar świętować z Litą w łóżku w środku ringu. Na czerwonej tygodniówce Edge dotrzymał obietnicy i rozpoczął grę wstępną z Litą, ale tę przyjemność popsuł mu Ric Flair, który nazwał Edge’a hańbą, jednak skończyło się na tym, że oportunista zaatakował Rica krzesłem, następnie „rozebrał” stół komentatorski i bił go tym krzesłem właśnie na tym stole. Jednak zaraz przybiegł mu z pomocą John Cena i na końcu wykonał FU na półnagiej Licie. Ten segment osiągnął najlepszy reting w roku, bo aż 5.2.
6 lutego na Raw Lita w teamie z Edge’em przegrali z Ceną i Marią. Lita była z Edge’em do połowy 2006 r., a w tym czasie wielokrotnie pomagała mu w pojedynkach z Mickiem Foleyem. W maju Mick stworzył team z Edge’em i Litą pokonując Terry’ego Funka, Tommy’ego Dreamera i Beulah McGillicutty na ECW One Night Stand w six person tag team matchu po tym, jak Rated R Superstar wykonał spear na Beulah i ją przypiął. 14 sierpnia na Raw Lita pokonując Mickie James stała się trzykrotną Women’s Championką. Tytuł ten straciła na rzecz Trish Stratus na Unforgiven 2006, której to był ostatni pojedynek w WWE. Na następnym Raw rozpoczął się turniej, który wyłonił następną mistrzynię – Litę. Będąc już czterokrotną mistrzynią kobiet Lita ogłosiła, że jej ostatni pojedynek odbędzie się na Survivor Series, w którym przegrała z Mickie James i straciła tytuł.

#### Specjalne wystąpienia i Hall of Fame (2007)
Lita po raz pierwszy od odejścia pojawiła się w WWE TV 10 grudnia 2007 r. na Raw's 15th Anniversary Special, gdzie wraz z Trish wyczyściły ring atakując rozśpiewaną Jillian Hall, po czym rozpoczęły świętowanie z fanami. Nieco później na tej samej tygodniówce na zapleczu Lita spotkała się ze swoim byłym mężem Kane’em. 1 listopada 2010 r. w segmencie za kulisami porozmawiała sobie z Pee Wee Herman. Natomiast 12 grudnia 2011 r. pojawiła się na Slammy Award, aby wręczyć nagrodę „Divalicious Moment of 2011” Kelly Kelly. Po raz kolejny Lita wróciła na 1000th episode of Raw, gdzie pokonała Heatha Slatera w no disqualification no countout matchu z pomocą APA oraz innych legend. 10 lutego 2014 r. na Raw WWE ogłosiło, że Lita zostanie wprowadzona do WWE Hall of Fame klasy 2014 i 24 godziny przed WrestleManią XXX do holu sław wprowadziła ją Trish Stratus.

### Powrót na scenę niezależną
21 kwietnia 2007 r. Amy zadebiutowała w United Wrestling Federation (UWF), gdzie jako sędzia specjalny sędziowała starcie Christy Hemme vs. April Hunter. Następnie w teamie z Jerrym Lynnem pokonała Austina Starra i Christy Hemme. 28 kwietnia zadebiutowała na FWE Television, gdzie sędziowała pojedynek Winter, która zachowała FWE Women’s Championship wygrywając z Meliną Perez.

### Powrót do WWE
28 stycznia 2018 roku na gali Royal Rumble podczas pierwszego w historii Women’s Royal Rumble Matchu powróciła do ringu z numerem 5.

## Życie osobiste
Amy pod koniec 1999 r. powiększyła sobie biust. Jest naturalną brunetką, jednak na potrzeby WWF/E przefarbowała włosy na czerwono. Dumas ma wiele tatuaży, kiedyś miała dwa kolczyki w języku oraz w nosie. Amy kocha zwierzęta i w 2003 r. założyła fundację Amy Dumas Operation Rescue and Education (A.D.O.R.E). Amy spotykała się z wieloma wrestlerami: Mattem Hardym, Edge’em, Shane’em Mortonem oraz z CM Punkiem. Jej najlepszą przyjaciółką jest Trish Stratus.

## Mistrzostwa i osiągnięcia
- World Wrestling Federation/Entertainment
  - WWF/E Women’s Championship (4 razy)
  - WWE Hall of Fame (2014)
- Pro Wrestling Illustrated
  - Feud roku (2005)
  - Zawodniczka roku (2001)[1]